# Samea carettalis
Samea carettalis là một loài bướm đêm trong họ Crambidae.